# Robert di Jumièges
Robert di Jumièges (... – Jumièges, tra il 1052 e il 1055) è stato un arcivescovo normanno, il primo normanno a divenire Arcivescovo di Canterbury; prima aveva servito come priore presso la Chiesa abbaziale di Saint-Ouen a Rouen e poi come abate presso l'Abbazia di Jumièges, ancora non lontano da Rouen nel 1037.
Robert fu buon amico e consigliere di Edoardo il Confessore che nel 1044 lo nominò Vescovo di Londra e nel 1051 lo creò Arcivescovo di Canterbury. Il suo regno da arcivescovo tuttavia durò circa diciotto mesi, egli infatti si scontrò fortemente con Godwin del Wessex e rifiutò anche di consacrare a vescovo il monaco Spearhafoc che Edoardo aveva scelto come suo successore per il vescovado di Londra.
La lite fra Robert e Godwin finì con l'esilio di Robert che abbandonò Canterbury nel settembre 1052.
Secondo un cronacotecario medioevale Robert finì per raggiungere la Normandia dove si recò da Guglielmo II di Normandia per dirgli che Edoardo si augurava che egli potesse divenire il suo erede. L'effettivo momento in cui Robert compì questo viaggio e ancora di più se questo abbia effettivamente avuto luogo è stato per anni oggetto di dibattiti, quel che è certo è che egli morì a Jumièges fra il 1052 e il 1055. Lì Robert commissionò importanti lavori edilizi e fu probabilmente coinvolto in una delle prime costruzioni ad architettura romanica realizzate in Inghilterra, l'Abbazia di Westminster iniziata nel 1045.

## La strada di Robert incontra quella di Edoardo il Confessore
Le prime tracce di Robert si trovano nel momento in cui diviene priore della Chiesa abbaziale di Saint-Ouen a Rouen, mentre nel 1037 lo si trova abate all'importante Abbazia di Jumièges. L'abbazia era stata rifondata attorno al 940 da Guglielmo I di Normandia. I legami dell'abbazia con la famiglia ducale rimasero stretti ed essa giocò un ruolo importante nel governo del ducato e nelle riforme della chiesa realizzate in quel periodo. All'epoca il cognome con cui era conosciuto Robert era Champart o Chambert probabilmente derivante da Champarta una tassa in uso nella Francia medievale. Non vi sono notizie della famiglia d'origine di Robert se non che il precedente abate di Jumièges fosse un suo parente, quando Robert venne nominato abate cominciò la costruzione di una nuova chiesa in stile romanico.
Mentre Edoardo il Confessore, pretendente al trono d'Inghilterra si trovava in esilio in Normandia conobbe Robert e i due divennero amici, probabilmente attorno al decennio del 1030. Edoardo era il figlio di Etelredo II d'Inghilterra alla cui morte, nel 1016, era succeduto il figlio maggiore Edmondo II d'Inghilterra che, dopo pochi mesi di regno era stato detronizzato da Canuto I di Danimarca. Poco dopo Canuto aveva sposato la vedova di Eteldredo, e madre di Edoardo, Emma di Normandia, e da lei aveva avuto un figlio Canuto. A quel punto si era reso necessario, per la loro sicurezza, mandare Edoardo e il fratello Alfred al sicuro in Normandia presso i parenti di Emma. Canuto I morì nel 1035 e gli succedette al trono Aroldo I d'Inghilterra, il figlio avuto dalla prima moglie, nel 1040 egli morì senza figli maschi e così la corona passò al fratellastro Canuto II d'Inghilterra. Anche il suo regno fu breve e sterile e alla sua morte nel 1042 il trono venne offerto a Edoardo. V'è qualche prova che Edoardo passò parte del suo esilio nei pressi di Jumièges come dimostrato dai doni che fece all'abbazia una volta divenuto re.

## L'arcivescovo e il conte
Robert accompagnò Edoardo nel suo viaggio di ritorno in Inghilterra nel 1042 e fu grazie a lui se Robert nel 1044 fu nominato Vescovo di Londra andando ad occupare uno dei primi seggi episcopali che divennero disponibili essendo infatti morto in quell'estate il vecchio vescovo Ælfweard. Robert rimase fedele al re e si trovò presto a dirigere la fazione opposta a quella guidata Godwin del Wessex che, dal canto suo, stava cercando di espandere l'influenza della propria famiglia che aveva già acquisito un buon numero di terre. Sua figlia Edith aveva intanto sposato Edoardo il 23 gennaio 1045 e due dei suoi figli, Sweyn (1020circa-1052) e Tostig del Wessex, erano divenuti conti. Secondo la Vita Ædwardi Regis, un'opera di stampo agiografico, Robert fu sempre il più potente e ascoltato consigliere del re. Se non altro egli sembra aver favorito un avvicinamento fra il re e i duchi di Normandia ed Edoardo aveva passato laggiù 25 anni in esilio prima di poter tornare in patria, egli aveva quindi portato diversi normanni a corte con lui e passava con loro molto tempo.
Quando nel 1050 morì l'Arcivescovo di Canterbury Eadsige il posto rimase vacante per circa cinque mesi e il capitolo della cattedrale elesse Æthelric, un parente di Godwin nonché monaco presso Canterbury. La loro decisione venne tuttavia annullata quando Edoardo, l'anno seguente, fece eleggere Robert. Godwin stava tentando di far valere i propri diritti di benefattore sopra l'arcivescovado, ma la nomina voluta dal re segnalava che il sovrano era disposto a questionare con il conte circa i diritti regi che poteva vantare sulla sede arcivescovile. Anche i monaci si opposero alla nomina di Robert, ma Edoardo non cedette, così Robert andò a Roma per avere il suo pallio e al suo ritorno venne formalmente consacrato a Canterbury il 29 giugno 1051. Alcune cronache vogliono che nel suo viaggio Robert si sia fermato in Normandia per informare Guglielmo II di Normandia che egli sarebbe stato l'erede di Edoardo che era senza figli, quindi se tale versione fosse vera la decisione di Edoardo di appoggiarsi alla parte normanna della sua famiglia per passare la corona sarebbe nata nello stesso concilio in cui decise per la nomina di Robert, quindi nel 1051 circa.
Poco dopo la sua consacrazione Robert rifiutò di consacrare a Vescovo di Londra l'abate dell'abbazia di Abingdon, nonché orefice del re, Spearhafoc, sostenendo che Papa Leone IX lo aveva proibito. Quasi certamente egli addusse come motivazione la Simonia, nella fattispecie l'acquisto di uffici ecclesiastici, pratica contro la quale il pontefice si era duramente pronunciato, ma in questo modo stava andando contro i desideri sia del re che di Godwin, forse perché in mente aveva un candidato normanno. Alla fine venne consacrato Vescovo William il Normanno (morto 1075). Robert scoprì anche che alcune terre dell'arcivescovado erano finite nelle mani di Godwin, ma tutti i suoi sforzi di recuperarle risultarono vani, Canterbury aveva infatti perso le rendite di alcune terre del Kent durante la carica del suo predecessore e le dispute circa le terre e le rendite finirono per rendere ancora più aspri i rapporti di Robert con Godwin. I loro attriti erano iniziati con l'elezione di Robert che aveva posto fine al patronato di Godwin sull'arcivescovado e ora i suoi tentativi di riprendersi le terre minacciavano anche i suoi diritti economici. Gli eventi raggiunsero un picco durante il consiglio che si tenne a Gloucester nel settembre 1051 in cui Robert accusò Godwin di voler assassinare il re, d'altro canto l'accusa era credibile poiché si sospettava che egli fosse coinvolto nella morte di Alfred, fratello del re, assassinato nel 1036 sotto il regno di Aroldo I. Godwin e la sua famiglia vennero dunque esiliati e Robert poco dopo chiese che gli venisse data la carica di sceriffo del Kent, come già era stato per il suo predecessore.
Nonostante il suo rifiuto di consacrare Spearhafoc ci sono poche prove che attestano che egli fosse coinvolto nei movimenti di riforma che stavano animando la chiesa, il papa aveva in effetti iniziato una riforma che divenne nota come Riforma dell'XI secolo inizialmente focalizzata sul miglioramento del clero e la soppressione della simonia. Nel 1049 egli aveva dichiarato di volersi interessare maggiormente alla chiesa inglese e di voler investigare maggiormente sui candidati prima di confermarli alle cariche per le quali erano stati proposti. Forse è anche per questo che Edoardo scelse Robert come arcivescovo, per dimostrare che la corona non era sorda al crescente cambiamento in atto e fu su questo sfondo che Robert rifiutò la consacrazione a Spearhafoc. Tuttavia, come detto, le scarse prove di un suo reale coinvolgimento nelle riforme papali può far supporre che egli cercasse un motivo valido per opporvisi, per altro Spearhafoc era alleato, pare, di Godwin e la sua nomina potrebbe essere parsa un'adeguata contropartita per l'elezione di Robert.

## I viaggi in Normandia?
Nella Vita di Sant'Edoardo si afferma che mentre Godwin era in esilio Robert tentò di convincere il re a divorziare dalla moglie, ma Edoardo rifiutò e la mandò invece in convento. Comunque la Vita venne scritta fini agiografici poco dopo la sua morte per dimostrarne la santità, così come l'affermazione che il re volesse vivere nel Celibato sembra poco probabile e non è corroborata da altre fonti. Gli storici moderni ritengono che Edoardo, sotto la spinta di Robert, avesse davvero considerato la possibilità di divorziare per poi risposarsi e avere figli che gli succedessero al trono, ovviamente è possibile che egli pensasse di potersi liberare dal matrimonio con Edith senza necessariamente divorziare.
Si ritiene che durante l'esilio di Godwin Robert sia stato spedito dal re presso Guglielmo II anche se le ragioni del viaggio sono incerte.
Guglielmo di Jumièges afferma che tale viaggio aveva lo scopo di proporre a Guglielmo la successione, anche Guillaume di Poitiers adduce la stessa ragione, ma aggiunge che egli portò con sé due ostaggi, Wulfnoth Godwinson (1040-1094) e Hakon, rispettivamente figlio e nipote di Godwin. La Cronaca anglosassone su questo tace così che non solo non si conosce il motivo del viaggio, ma si può persino dubitare che sia avvenuto. La ricostruzione dei viaggi che Robert compì, o non compì, in Normandia è complicata dall'intervento dei cronacotecari normanni che scrissero dopo la Conquista normanna dell'Inghilterra, così che non è chiaro se Robert vi andò al suo ritorno da Roma, durante l'esilio di Godwin o entrambe le volte o per nulla.

## La morte incerta
Godwin lasciò l'Inghilterra per le Fiandre dove mise insieme una flotta di mercenari con lo scopo di forzare al re la mano per concedergli di tornare. Nell'estate del 1052 Godwin tornò in patria e s'incontrò con i figli che erano partiti dall'Irlanda per invadere l'Inghilterra. Nel mese di settembre erano sulla strada per Londra e i negoziati fra lui e il re vennero mediati da Stigand Vescovo di Winchester. Quando fu chiaro che Godwin sarebbe tornato Robert lasciò l'Inghilterra con i vescovi William e Ulfus, probabilmente portandosi dietro come ostaggi Hakon e Wulfnot, sia che Edoardo lo permettesse o meno. Robert venne dichiarato fuorilegge e deposto dalla carica arcivescovile il 14 settembre 1052 durante un concilio, tale decisione dipese soprattutto dal fatto che Godwin sentiva che l'esiliato Robert, insieme a un buon numero di normanni, avrebbe potuto portare un ingente numero di uomini dietro di sé se fosse stato richiamato, dopo il ritorno di Godwin, sua figlia Edith tornò, per altro, al fianco del re. Robert andò a Roma dove si lamentò con il papa per la sua situazione e sia Leone IX che i suoi successori condannarono Stigand che venne nominato successore di Robert. Le sue proprietà personali vennero divise fra Godwin e i suoi figli.
Robert morì a Jumièges, ma la data è incerta. Alcuni storici la collocano fra il 1053 e il 1055, altri nel maggio 1052, data probabilmente errata perché i tempi non coincidono, o in quello del 1055, mentre altri la collocano nel 1053

## Successione apostolica
La successione apostolica è:
- Vescovo Guglielmo il Normanno (1051)